# Società Sportiva Puteolana Sporting Club 1925-1926
Questa pagina raccoglie i dati riguardanti la Puteolana nelle competizioni ufficiali della stagione 1925-1926.

## Rosa
| N. |                   | Ruolo | Calciatore |
| -- | ----------------- | ----- | ---------- |
|    | Italia (bandiera) | P     | Guitto     |
|    | Italia (bandiera) | P     | Avallone   |
|    | Italia (bandiera) | D     | Magliulo   |
|    | Italia (bandiera) | D     | Spina      |
|    | Italia (bandiera) | D     | Pappalardo |
|    | Italia (bandiera) | D     | Paschera   |
|    | Italia (bandiera) | C     | Cassese II |
|    | Italia (bandiera) | C     | Gamba      |
|    | Italia (bandiera) | C     | Conte      |
|    | Italia (bandiera) | A     | Ciaramella |
|    | Italia (bandiera) | A     | Lubrano    |

| N. |                   | Ruolo | Calciatore  |
| -- | ----------------- | ----- | ----------- |
|    | Italia (bandiera) | A     | Cassese III |
|    | Italia (bandiera) | A     | Scialoja    |
|    | Italia (bandiera) | A     | Sarnataro   |
|    | Italia (bandiera) | A     | Forte       |
|    | Italia (bandiera) | A     | Elia        |
|    | Italia (bandiera) | A     | Valenzano   |
|    | Italia (bandiera) | A     | Martucci    |
|    | Italia (bandiera) | A     | Schiavone   |
|    | Italia (bandiera) | A     | Cacciapuoti |
|    | Italia (bandiera) | A     | Tobia       |

## Risultati

### Prima Divisione

#### Girone campano

##### Girone di andata
| Arbitro: | Fontana (Napoli) |

|                |           |                                    |
| Cassese II 52’ | Marcatori | 19’ Ferrero 59’ Aurora 77’ Villani |

| Arbitro: | Trama (Torre Annunziata) |

|                |           |                             |
| Ciaramella 65’ | Marcatori | 9’ Szantgyorgy 62’ Weitzner |

| Arbitro: | Trama (Torre Annunziata) |

|                                             |           |  |
| Lobianco 35’ Parascandolo 43’ Cassese I 84’ | Marcatori |  |

| Arbitro: | Trama (Torre Annunziata) |

|                                                                                    |           |  |
| Sallustro 16’ Iaquinto II 28’ Toth 32’ (rig.), 80’ (rig.) Fariello 40’ Ferrari 45’ | Marcatori |  |

| 27 dicembre 1926 5ª giornata |  | – Turno di riposo |  |  |

#### Girone di ritorno
| Arbitro: | Tisei (Tivoli) |

|                                                |           |  |
| Ferrero 37’ Maresca 72’, 76’, 80’ Ippolito 74’ | Marcatori |  |

| Arbitro: | Tisei (Tivoli) |

|                                                 |           |                                 |
| Dossena 15’, 62’, 84’ Celentano 57’ Vitrone 75’ | Marcatori | 20’, 79’ Ciaramella 70’ Lubrano |

| Arbitro: | Tisei (Tivoli) |

|  |           |                                  |
|  | Marcatori | 30’ Kargus 40’, 43’ Parascandolo |

| Pozzuoli 28 febbraio 1926 9ª giornata | Puteolana | 0 – 2 A tav. per rinuncia (forfait) | Internaples |  |

| 7 febbraio 1926 10ª giornata |  | – Turno di riposo |  |  |

## Statistiche

### Statistiche di squadra
| Competizione             | Punti | In casa | In casa | In casa | In casa | In casa | In casa | In trasferta | In trasferta | In trasferta | In trasferta | In trasferta | In trasferta | Totale | Totale | Totale | Totale | Totale | Totale | DR  |
| Competizione             | Punti | G       | V       | N       | P       | Gf      | Gs      | G            | V            | N            | P            | Gf           | Gs           | G      | V      | N      | P      | Gf     | Gs     | DR  |
| ------------------------ | ----- | ------- | ------- | ------- | ------- | ------- | ------- | ------------ | ------------ | ------------ | ------------ | ------------ | ------------ | ------ | ------ | ------ | ------ | ------ | ------ | --- |
| Prima Divisione-Campania | 0     | 4       | 0       | 0       | 4       | 2       | 10      | 4            | 0            | 0            | 4            | 3            | 19           | 8      | 0      | 0      | 8      | 5      | 29     | -24 |

### Statistiche dei giocatori
| Giocatore   | Prima Divisione | Prima Divisione |
| Giocatore   | Presenze        | Reti            |
| ----------- | --------------- | --------------- |
| Avallone    | 1               | -5              |
| Cacciapuoti | 3               | 0               |
| Cassese II  | 3               | 1               |
| Cassese III | 7               | 0               |
| Ciaramella  | 6               | 3               |
| Conte       | 6               | 0               |
| Elia        | 3               | 0               |
| Forte       | 2               | 0               |
| Gamba       | 6               | 0               |
| Guitto      | 6               | -22             |
| Lubrano     | 4               | 1               |
| Maglulo     | 7               | 0               |
| Martucci    | 1               | 0               |
| Pappalardo  | 3               | 0               |
| Paschera    | 1               | 0               |
| Sarnataro   | 4               | 0               |
| Schiavone   | 2               | 0               |
| Scialoja    | 4               | 0               |
| Spina       | 5               | 0               |
| Tobia       | 1               | 0               |
| Valenzano   | 2               | 0               |